# クワサ・セントラル駅
クワサ・セントラル駅（マレー語:Stesen Kwasa Sentral）は、マレーシアのセランゴール州シャー・アラムにあるラピドKLカジャン線の駅。駅番号は「SBK05」。

## 歴史
計画中の駅名の仮称は「タマン・インダストリ・スンガイ・ブロー」（マレー語:Taman Industri Sungai Buloh）であった。
- 2016年12月16日 - スンガイ・ブロー-カジャン線1期区間開通と共に、駅の併用を開始[2]。

## 駅構造

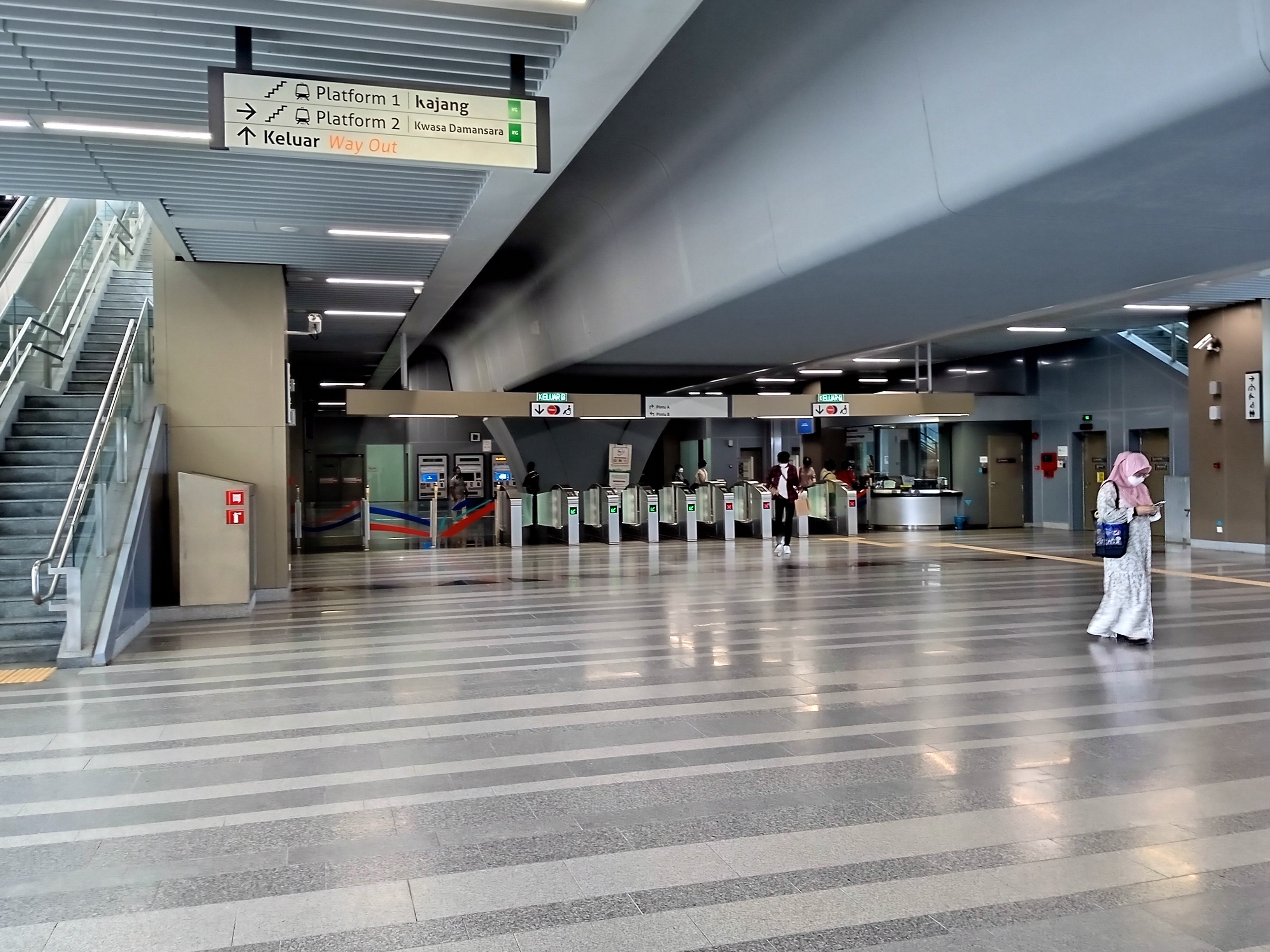
改札外コンコース

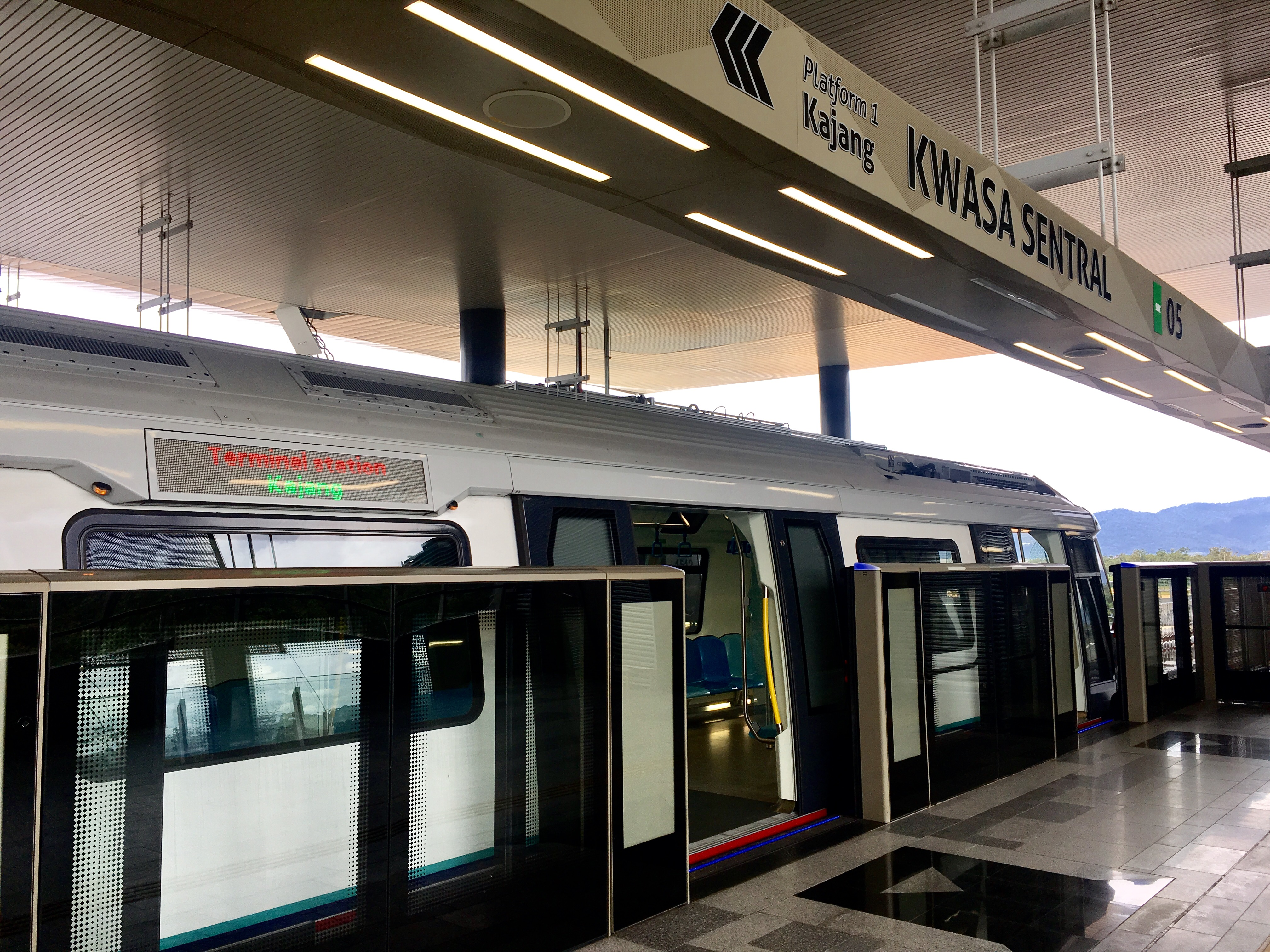
プラットホームとホームドア

相対式ホーム2面2線をもつ高架駅である。G階（1階）に駅出入口、2階に改札、3階がホーム階となっており、各階にエスカレーターとエレベーターの設備がある。駅出入口は駅西側にA出入口、西側にB出口がある。

### のりば
| 1 | 9 カジャン線 | ムジウム・ネガラ、ブキッ・ビンタン、カジャン方面 |
| 2 | 9 カジャン線 | スンガイ・ブロー方面                             |

## 駅周辺
駅前に広大な駐車場があるのみで、周辺に建物が無い。

## 路線バス

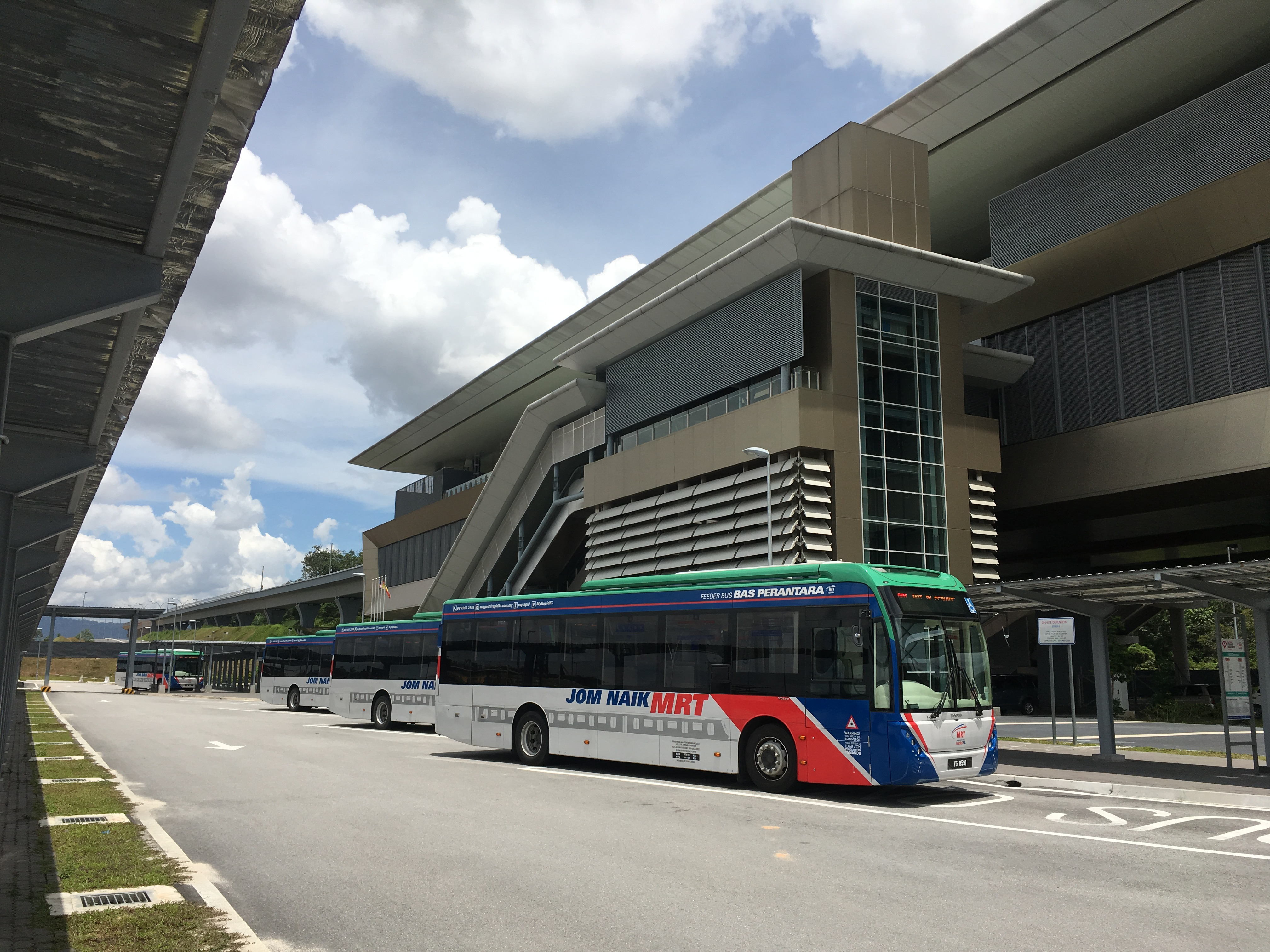
駅前に停まるフィーダーバス

スンガイ・ブロー-カジャン線の開業により、コタ・ダマンサラやスバン(シャー・アラムセクションU3&U5)の地域を通るフィーダーバスが当駅駅前のバス停を経由するようになった。
| 路線番号 | 始発地               | 行き先 | 経由 | 接続      |
| -------- | -------------------- | --- | --- | --------- |
| T801     | クワサ・セントラル駅 | Section 7 & 8, Kota Damansara                                                                                                 | ペルシアラン・スンガイ・ブロー ペルシアラン・スリアン ヌリ7通り ペカカ8/1通り ペルシアラン・ジャティ               | 780, BET1 |
| T802     | クワサ・セントラル駅 | スバン・ベスタリ スバン・スリア                                                                                               | スンガイ・ブロー通り ペルシアラン・アンガサ ペルシアラン・カケラワラ ウタリドU5/3通り ペルシアラン・アトゥモスヘラ | 772       |
| T803     | クワサ・セントラル駅 | スバン・スリア スバン2 | | 772       |
| T804     | クワサ・セントラル駅 | スバン・ペルダナ ペカン・スバン スバン・スカイパーク（スルタン・アブドゥル・アジズ・シャー空港・KTMターミナル・スカイパーク） | スンガイ・ブロー通り スバン・ペルダナ通り ラパンガン・テルバン・スバン・ラマ通り                                   | T773      |

## 隣の駅
ラピドKL
9 カジャン線
クワサ・ダマンサラ駅 (SBK04) - クワサ・セントラル駅 (SBK05) - コタ・ダマンサラ駅 (SBK06)